# شهرستان گاوئی
شهرستان گاوئی (به لاتین: Gaoyi County) یک منطقهٔ مسکونی در چین است که در شیجیاژوانگ واقع شده‌است.